# PAS Lamia 1964
PAS Lamia 1964 é um clube de futebol fundado em 1964 em Lâmia (Grécia). 
A equipe compete no Campeonato Grego de Futebol da Primeira Divisão.